# Palakariya Cove
Die Palakariya Cove (englisch; bulgarisch залив Палакария saliw Palakarija) ist eine 3,2 km breite und 2 km lange Bucht an der Nordwestküste von Liège Island im Palmer-Archipel westlich der Antarktischen Halbinsel. Sie liegt südlich des Bebresh Point. In sie hinein mündet der Sigmen-Gletscher.
Die bulgarische Kommission für Antarktische Geographische Namen benannte sie 2009 nach dem Fluss Palakarija im Westen Bulgariens.